# کالوین رمزی
کالوین رمزی (انگلیسی: Calvin Ramsay؛ زادهٔ ۳۱ ژوئیهٔ ۲۰۰۳) بازیکن فوتبال اهل اسکاتلند است که برای باشگاه لیورپول بازی می‌کند.
وی هم‌چنین سابقه بازی برای تیم ملی فوتبال اسکاتلند در رده‌های سنی زیر ۲۱، ۱۷ و ۱۶ سال را هم دارد.

## دوران باشگاهی

### آبردین
رمزی پس از پیشرفت در رده‌های جوانان در آبردین، اولین بازی خود را به عنوان یک تعویض دیرهنگام در برابر باشگاه فوتبال داندی یونایتد در مارس ۲۰۲۰، تحت هدایت موقت پل شیرین انجام داد و در اولین فصل حضورش در تیم بزرگسالان، پنج بازی دیگر نیز به میدان رفت.
او اولین بازی اروپایی خود را برای این باشگاه در برابر تیم سوئدی هکن در ژوئیه ۲۰۲۱ در مقدماتی لیگ کنفرانس اروپا انجام داد و در پیروزی ۵–۱ از دفاع راست شروع کرد و اولین گل بازی را به ثمر رساند. رمزی برنده جایزه بهترین بازیکن جوان SFWA برای فصل ۲۰۲۱–۲۰۲۲ شد که تنها فصل کامل او با آبردین بود.

### لیورپول
رمزی در ژوئن ۲۰۲۲ به باشگاه لیگ برتری لیورپول نقل مکان کرد. لیورپول برای خرید او، ۴/۲ میلیون پوند هزینه کرد که این مبلغ رکورد فروش باشگاه آبردین محسوب می‌شود.